# Diocesi di Lamasba
La diocesi di Lamasba (in latino: Dioecesis Lamasbensis) è una sede soppressa e sede titolare della Chiesa cattolica.

## Storia
Lamasba, identificabile con Merouana nell'odierna Algeria, è un'antica sede episcopale della provincia romana di Numidia.
Sono quattro i vescovi conosciuti di Lamasba. Pusillo partecipò al concilio di Cartagine convocato il 1º settembre 256 da san Cipriano per discutere della questione relativa alla validità del battesimo amministrato dagli eretici, e figura al 75º posto nelle Sententiae episcoporum.
Alla conferenza di Cartagine del 411, che vide riuniti assieme i vescovi cattolici e donatisti dell'Africa romana, presero parte il cattolico Avito e il donatista Gennaro.
Infine il nome di Secondino si trova al 112º posto nella lista dei vescovi della Numidia convocati a Cartagine dal re vandalo Unerico nel 484; Secondino, come tutti gli altri vescovi cattolici africani, fu condannato all'esilio.
Dal XIX secolo Lamasba è annoverata tra le sedi vescovili titolari della Chiesa cattolica; dal 29 maggio 2021 il vescovo titolare è Francisco Figueroa Cervantes, vescovo ausiliare di Zamora.

## Cronotassi

### Vescovi residenti
- Pusillo † (menzionato nel 256)
- Avito † (menzionato nel 411)
  - Gennaro † (menzionato nel 411) (vescovo donatista)
- Secondino † (menzionato nel 484)

### Vescovi titolari
- Eduardo Vásquez, O.P. † (30 dicembre 1853 - 12 dicembre 1856 nominato vescovo di Panamá)
- Paul Francis Tanner † (18 ottobre 1965 - 15 febbraio 1968 nominato vescovo di Saint Augustine)
- Wolfgang Große † (12 ottobre 1968 - 15 febbraio 2001 deceduto)
- Vincent Michael Rizzotto † (22 giugno 2001 - 17 gennaio 2021 deceduto)
- Francisco Figueroa Cervantes, dal 29 maggio 2021